# Pop (musikalbum)
Pop är ett musikalbum av U2 som utgavs 3 mars 1997.
U2:s intresse för dancemusik var stort efter albumet Zooropa och Flood och Howie B anlitades som producenter till Pop. Flood hade tidigare jobbat med U2 och Howie B är en DJ och ett namn inom triphop, acid jazz och techno.
Albumet planerades att ges ut lagom till julhandeln 1996, men försenades. Förstasingeln "Discothèque" läckte dock ut på internet i oktober 1996. Dessutom hade U2 redan låtit sin manager boka världsturnén Popmart Tour. Flera låtar var något halvfärdiga och till samlingsalbumet The Best of 1990-2000 hade därför "Discothèque", "Staring at the Sun" och "Gone" mixats om. Albumets titel sågs av vissa som ironisk, men många tolkade den som ett försök från U2 att bli mer lättsamma. The Edge menade att titeln inte gav någon ledtråd till musiken, eftersom många ser popmusik som något ytligt. 
Pop är baserad på produktion och användning av loops, programmering och sampling tillsammans med The Edges gitarrspel. Texterna är dock djupa. Bono har beskrivit albumet som Det börjar i ett party men slutar i en begravning eftersom låtarna blir mer melankoliska mot slutet av albumet. 
Pop nådde förstaplatsen på albumlistorna i 32 länder, bland annat i USA, Storbritannien och Sverige. Den totala försäljningen uppgick dock "bara" till drygt sex miljoner exemplar, vilket är en dålig siffra för bandet.

## Låtlista
All musik skriven av U2, texter av Bono och The Edge
1. "Discothèque" – 5:19
2. "Do You Feel Loved" – 5:07
3. "Mofo" – 5:46
4. "If God Will Send His Angels" – 5:22
5. "Staring at the Sun" – 4:36
6. "Last Night on Earth" – 4:45
7. "Gone" – 4:26
8. "Miami" – 4:52
9. "The Playboy Mansion" – 4:40
10. "If You Wear That Velvet Dress" – 5:14
11. "Please" – 5:10
12. "Wake Up Dead Man" – 4:52
13. "Holy Joe" – 5:08 (endast i Japan)